# Hvepsevåger
Pernis er en slægt af fugle i høgefamilien med fire arter, der tilsammen er udbredt i Europa og Asien, inklusive Sulawesi og Filippinerne.
Arterne i slægten Pernis adskiller sig fra andre rovfugle ved, at området mellem næbrod og øje (tøjlen) ikke er dækket af børsteformede fjer, men derimod med skælagtige fjer. Arterne bevæger sig udmærket på jorden. De lever især af larverne af hvepse og humlebier.

## Arter
- Hvepsevåge, Pernis apivorus
- Østlig hvepsevåge, Pernis ptilorhynchus
- Stribet hvepsevåge, Pernis celebensis
- Negroshvepsevåge, Pernis steerei